# Пранкевич, Сергей Борисович
Серге́й Бори́сович Пранке́вич (25 сентября 1984, Омск) — российский спортсмен, мастер спорта международного класса по шорт-треку. 15-кратный Чемпион России по шорт-треку, 4-кратный призёр чемпионата Европы. Выпускник Омского училища олимпийского резерва в 2001 году. Окончил Сибирский государственный университет физической культуры и спорта в 2006 году. Выступал за ЦСП (Омск), «Динамо» (Омск).

## Спортивная карьера
Сергей Пранкевич начал кататься на коньках в 3-м классе, в возрасте 9 лет. Его привёл на лёд старший брат Александр, который на тот момент занимался шорт-треком. Тренировался Сергей под началом тренера Брасалина А. И..
В январе 2002 года Пранкевич дебютировал на международном уровне, выступив на чемпионате мира среди юниоров в Чхунчхоне, где он не вышел в четвертьфинал. Уже в ноябре того же года он участвовал на Кубке мира, но и там он не добился успехов. Через год, в январе 2003 года на юниорском чемпионате мира в Будапеште он занял 7-е место на дистанции 500 метров. 
На чемпионате Европы в Санкт-Петербурге Пранкевич занял 22-е место в беге на 1500 м. В начале сезона 2003/04 годов он добился нескольких хороших результатов на Кубке мира, а также выиграл серебряную медаль в эстафете и бронзовую на дистанции 500 м на чемпионате Европы в Зутермере, где был шестым в многоборье. И снова после первых заездов чемпионат мира для него закончился.
После неудачных результатов Пранкевича в сезоне 2004/05 годов на чемпионате мира и в основных соревнованиях он не был отобран в сезоне 2005/06 годов на чемпионат мира. Он участвовал только на чемпионате Европы в Крынице-Здруй и занял 3-е место на дистанции 500 метров. На Кубке мира 2006/07 годов он соревновался только один раз на первом этапе и не попал в топ-10. На чемпионате Европы в Шеффилде 2007 года он только занял 24-е место в общем зачёте. 
Как и в предыдущем сезоне, Пранкевич не добился выдающихся результатов на Кубке мира 2007/08 годов, но, заняв 11-е место, он едва не попал в десятку лучших на дистанции 500 метров. Сезон 2008/09 он начал с хорошего 10-го места на короткой дистанции 500 метров. В феврале 2009 года на 24-й зимней Универсиаде в Харбине он занял лучшее 14-е место на дистанции 500 м. В ноябре того года на Кубке мира Пранкевич не смог квалифицироваться на Олимпиаду 2010 года, заняв 21-е и 43-е места в беге на 500 м.
Уже в январе 2010 года на чемпионате Европы в Дрездене он занял 9-е место в общем зачёте. В декабре на Кубке мира в Чанчуне Пранкевич занял 4-е место в беге на 1500 м. В начале 2011 года на чемпионате Европы в Херенвене вместе с товарищами выиграл серебряную медаль в эстафете. В августе 2011 года перенёс операцию на сердце, но вернулся в большой спорт. Победил в многоборье в финале чемпионата России по шорт-треку 2013 года в Коломне и на кубке России в Санкт-Петербурге. Он ещё выступал до осени 2015 года в российских соревнованиях.
- Чемпион России (2007 - многоборье; 2004 - 500 м; 2007 - 1000 м; 2004 - 1500 м; 2004 - 3000 м; 2003, 2006, 2007, 2009 - эстафета 5000 м)
- Серебряный призер (2010, 2011 - многоборье; 2006, 2010, 2011 - 500 м; 2010 - 1000 м; 2005, 2011 - 1500 м; 2008, 2010, 2011 - эстафета 5000 м)
- бронзовый призер (2004 - многоборье; 2003, 2008, 2014 - 500 м; 2003, 2011 - 1000 м; 2003, 2010 - 1500 м; 2003, 2008, 2010 - 3000 м; 2013, 2014, 2016 - эстафета 5000 м)

## Карьера тренера
После чемпионата России в 2013 году Пранкевич стал призером, но из списков сборной страны его вычеркнули. Спортивные чиновники заявили, что надо дать дорогу молодым. Он работал с 2013 по 2014 год помощником главного тренера молодежной сборной России по шорт-треку. С 2014 года стал тренером в Сибирском государственном училище олимпийского резерва и заведующим отделением шорт-трека в спортивной школе олимпийского резерва. С сентября 2016 года руководил отделением шорт-трека БУ ОО "СШОР". С 2019 года – тренер по физической подготовке в системе «Авангард», а с 2021 года возглавил физическую подготовку в МХК “Омские Ястребы”.

## Личная жизнь
Сергей Пранкевич любит из еды жареную картошку с курицей, увлекается автомобилями.